# Gelliodes fibulata
Gelliodes fibulata är en svampdjursart som först beskrevs av Carter 1881.  Gelliodes fibulata ingår i släktet Gelliodes och familjen Niphatidae. Inga underarter finns listade i Catalogue of Life.